# Soproni Szociális Intézmény
A Soproni Szociális Intézmény (SOSZI) Sopronban működő szociális szolgáltató szervezet, amely számos intézetet, többek között a több mint 150 éves múltra visszatekintő Balfi úti idősek otthonát is magában foglalja. Az intézmény vezetője Péli Nikoletta.

## Történet
A Soproni Szociális Intézmény története az 1860-as évekre nyúlik vissza, amikor Flandorfer Ignác, a XIX. századi Sopron egyik legjelentősebb polgára gyűjtést kezdeményezett egy felállítandó szegényház javára. A sikeres gyűjtést követően a városi tanács a Balfi úton jelölte ki a megfelelő épületet, amely korábban malomként, majd kaszárnyaként működött. Az intézmény 1873. március 2-án nyitotta meg kapuit a Szegényápolda Alapítvány révén, akkor 70 ápoltnak menedéket biztosítva.
Az intézmény nevét 1923-ban Polgárotthonra változtatta a városi közgyűlés, amelyet a második világháború után két további névváltás követett: 1949-től Sopron Város Szeretetházaként, 1951-től Szociális Otthonként működött a létesítmény. Jelenleg a Soproni Szociális Intézmény részeként a Soproni Szociális Intézmény Idősek Otthona nevet viseli.

## Működési struktúra, tevékenység
A Soproni Szociális Intézmény négy területen végzi tevékenységét:
- Hajléktalanokat Ellátó Intézet: hajléktalan személyek életviteléhez, éjszakai pihenéséhez, nappali tartózkodásához és érdekérvényesítéséhez nyújt segítséget, többek között éjjeli menedékhely, nappali melegedő, népkonyha, átmeneti szállás és utcai szolgálat képében.
- Szociális Alapellátási Intézet: szakmai egységei idősek, fogyatékos személyek és pszichiátriai betegek számára nyújt segítséget, többek között nappali idősellátás, házi segítségnyújtás és szociális étkeztetés képében.
- Egészségügyi Alapellátási Intézet: koordinálja az iskolaorvosok és iskolavédőnők munkáját.
- Idősek Otthona: tartós elhelyezéssel közel kétszáz lakó számára nyújt napi 24 órában teljes körű ápolást, gondozást, emellett 37 fő számára emelt szintű ellátást.

## Társadalmi felelősségvállalás
A Soproni Szociális Intézmény alaptevékenységén túl is rendszeresen támogatja a helyi közösségeket, többek között ételosztások révén.